# Bibliothèque de Nag Hammadi
La bibliothèque de Nag Hammadi est un ensemble de douze codex de papyrus reliés en cuir, et partie d'un treizième (un traité en huit folios), du milieu du IVe siècle. Retrouvés en Égypte en 1945 sur le site archéologique du Djebel El Zarif, à proximité du village de Hamrah Dawm situé à environ cinq kilomètres au nord de la ville de Nag Hammadi au nord-ouest de Louxor par deux paysans égyptiens, ils sont désormais conservés au musée copte du Caire.
Ces codex (les plus anciens connus) contiennent une cinquantaine de traités en copte, traductions de textes écrits initialement en grec ancien. Ils datent vraisemblablement du IIe au IIIe siècle. La majorité sont des écrits dits gnostiques, mais on trouve également trois textes de la tradition hermétique, dans la lignée du Corpus Hermeticum, et une traduction partielle de La République de Platon. La plupart de ces textes n'étaient pas connus par ailleurs, ou seulement de façon fragmentaire.
Le plus célèbre est sans doute l'Évangile selon Thomas, dont la bibliothèque de Nag Hammadi contient le seul exemplaire complet.

## Découverte
Pour Christoph Markschies (de), l'histoire de la découverte de la bibliothèque de Nag Hammadi est « aussi fascinante que son contenu même ». En décembre 1945, deux frères égyptiens découvrent plusieurs papyrus dans une grande jarre de terre cuite tandis qu'ils creusent le sol à la recherche de nitrates pour fertiliser leurs terres, dans des grottes à proximité du village de Hamrah Dawm, en Haute-Égypte, à une dizaine de kilomètres de la ville de Nag Hammadi. Ils ne révèlent pas immédiatement cette découverte, espérant faire fortune en vendant les manuscrits petit à petit, mais aussi pour ne pas attirer l'attention (par crainte des autorités). Leur mère aurait brûlé au moins un des codex (dont personne de la famille ne savait lire les caractères grecs), redoutant les « effets dangereux, les énergies négatives » de ces écrits.
En 1946, pris dans une vendetta familiale, les deux frères confient les manuscrits à un prêtre copte dont le beau-frère vend un codex (aujourd'hui numéroté Codex III) au Musée copte du Caire. Le jeune historien des religions français Jean Doresse, alors expert au musée, mesure l'importance de la découverte et en fait état dans une première publication en 1948 avec Henri-Charles Puech. Entre-temps, un autre codex avait été vendu séparément, au Caire, à un antiquaire belge. Ce dernier, après avoir tenté en vain de le vendre à New York et à Paris, fait finalement affaire avec l'institut Carl Gustav Jung, par l'intermédiaire de Gilles Quispel (nl). Le manuscrit (codex I) était destiné à être offert au célèbre psychanalyste, il est donc connu aussi sous le nom de Codex Jung. La mort de Jung en 1961 entraîne un désaccord sur la propriété du « Manuscrit Jung », ce qui retarde jusqu'en 1975 la remise de ce document au musée copte du Caire, alors qu'une première édition du texte avait déjà paru.
Les années suivantes, plusieurs autres pièces sont vendues par le prêtre à un antiquaire chypriote du Caire. Une partie est confisquée par le Département des Antiquités, de crainte qu'elles ne quittent le territoire. Après la prise de pouvoir de Nasser en 1956, ces textes, confiés au musée copte, sont déclarés biens nationaux.
Malgré toutes ces vicissitudes, l'ensemble désormais réuni au musée copte représente onze livres complets ainsi que des fragments de deux autres, « correspondant à plus de 1 000 pages d'écriture ».

## Éditions et traductions
Le premier papyrus édité est le Codex Jung, traduit partiellement en 1956 dans un opuscule publié au Caire. Une édition complète en fac-similé est prévue, mais en raison des difficultés politiques en Égypte, le projet prend beaucoup de retard. La situation ne se débloque qu'en 1966, année du Colloque international sur les origines du gnosticisme à Messine (Italie), destiné à permettre aux universitaires d'aboutir à un consensus sur la définition du gnosticisme. Dans le cadre de ce congrès, James M. Robinson, expert en sciences religieuses, réunit un groupe d'éditeurs et de traducteurs chargés de publier une édition bilingue copte / anglais des manuscrits de Nag Hammadi, en collaboration avec l'Institute for Antiquity and Christianity de Claremont (Californie). Robinson est désigné comme secrétaire du Comité international pour les manuscrits de Nag Hammadi, fondé en 1970 par l'Unesco et le ministère égyptien de la Culture : cette situation lui donne toute facilité pour superviser le projet.
Entre-temps, une édition en fac-similé des manuscrits paraît entre 1972 et 1977 (avec d'importants compléments en 1979 puis en 1984), publiée par E. J. Brill sous le titre de The Facsimile Edition of the Nag Hammadi Codices, rendant ainsi disponible à tous l'ensemble des documents.
En même temps, une équipe d'universitaires allemands (le projet était né dans l'ex-RDA), composée d'Alexander Böhlig (de) et Martin Krause, ainsi que des spécialistes du Nouveau Testament, Gesine Schenke, Hans-Martin Schenke et Hans-Gebhard Bethge (de), prépare une traduction des textes en allemand. Cette édition complète paraît en 2001 sous l'égide de l'université Humboldt de Berlin.
La traduction de James M. Robinson commence à paraître en 1977, sous le nom de The Nag Hammadi Library in English, en coédition entre E. J. Brill et Harper & Row. Cette publication en un seul volume constitue, selon Robinson lui-même, « la fin d'une étape dans la recherche universitaire sur Nag Hammadi, et le début d'une autre. Deux éditions brochées suivent en 1981 et en 1984, respectivement chez Brill et chez Harper. Cette édition marque la fin de la dispersion des manuscrits de Nag Hammadi et sa diffusion complète. Les manuscrits sont désormais accessibles à tous dans différentes langues.
Une nouvelle édition en anglais est publiée en 1987 par l'universitaire Bentley Layton (en) (Université Harvard) sous le titre The Gnostic Scriptures: A New Translation with Annotations, chez Doubleday & Co. Le volume comprend de nouvelles traductions des manuscrits de Nag Hammadi, mais aussi des extraits d'auteurs hérésiarques et d'autres textes gnostiques. Il reste, avec The Nag Hammadi Library in English, un des témoins les plus accessibles de la bibliothèque de Nag Hammadi, avec de bonnes introductions historiques sur les différents groupes gnostiques, un appareil de notes importants, tant sur le texte que sur la traduction, et enfin une bonne vision de l'ensemble des textes en mouvements clairement définis.
Depuis 1977, l'Université Laval travaille à une édition en français de ces textes sous la direction de Louis Painchaud. L'équipe de traduction publie ses travaux dans une collection destinée aux savants, la bibliothèque copte de Nag Hammadi. L'édition de la Bibliothèque de la Pléiade, chez Gallimard, reprend ces traductions en un seul volume sous la direction de Jean-Pierre Mahé et Paul-Hubert Poirier, et rend enfin ces textes accessibles au public francophone sous le titre : Écrits gnostiques, en 1820 pages.

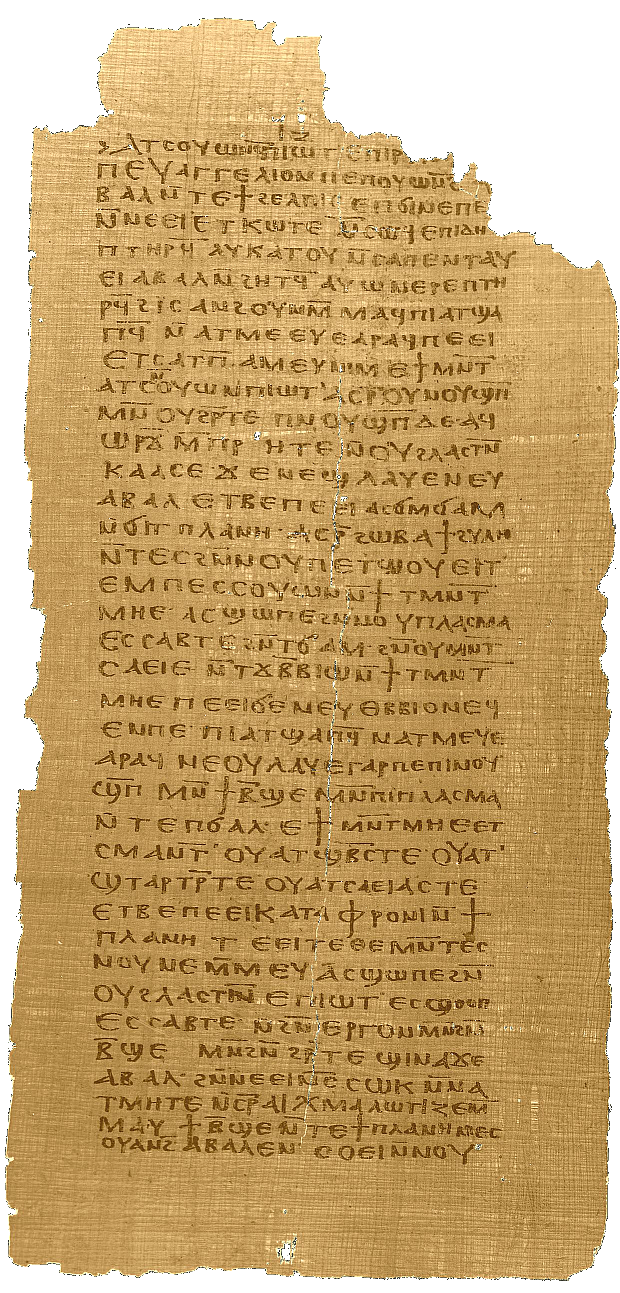
Évangile de la vérité et Prière de Paul.
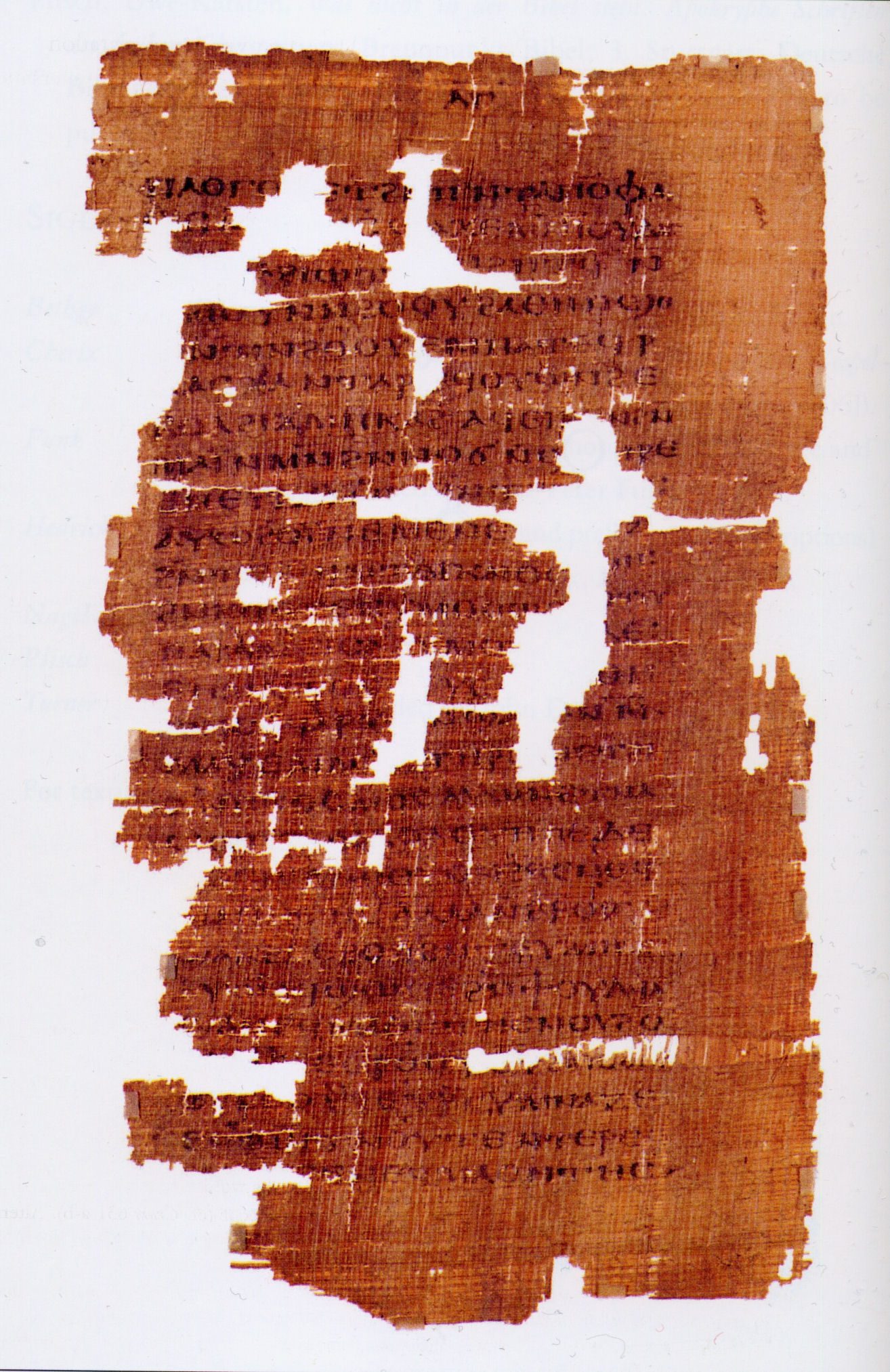
Première Apocalypse de Jacques.
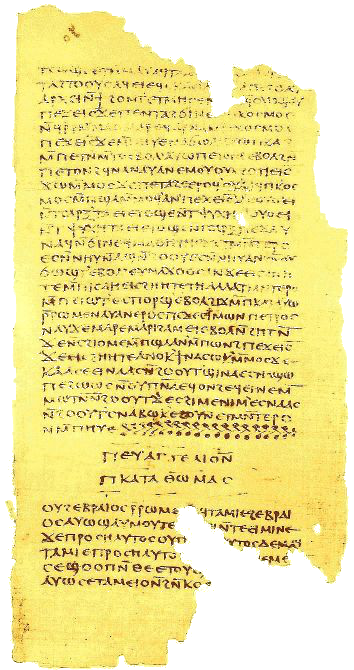
Évangile selon Philippe.

## Manuscrits et contenu
| Numéro du codex | Contenu |
| --------------- | --- |
| I (Codex Jung)  | Prière de Paul Épître apocryphe de Jacques (en) (Livre secret de Jacques) Évangile de la vérité (ou Évangile de vérité) Traité sur la résurrection (en) Traité tripartite (en) |
| II              | Livre des secrets de Jean (ou Apocryphe de Jean) Évangile selon Thomas Évangile selon Philippe Hypostase des archontes (en) Sur l'origine du monde Exégèse de l'âme Livre de Thomas (ou Livre de Thomas l'Athlète)                                                                  |
| III             | Livre des secrets de Jean (ou Apocryphe de Jean) Livre sacré du Grand Esprit invisible (ou Évangile des Égyptiens (copte)) Eugnoste le Bienheureux Sagesse de Jésus-Christ Dialogue du Sauveur                                                                                      |
| IV              | Livre des secrets de Jean (ou Apocryphe de Jean) Livre sacré du Grand Esprit invisible (ou Évangile des Égyptiens (copte)) |
| V               | Eugnoste le Bienheureux Apocalypse de Paul Première Apocalypse de Jacques Deuxième Apocalypse de Jacques (en) Apocalypse d'Adam |
| VI              | Actes de Pierre et des douze apôtres (en) Le Tonnerre, intellect parfait Authentikos Logos (nl) Concept de notre Grande Puissance (en) Fragment de la République de Platon (588b-589b) L'Ogdoade et l'Ennéade (en) Prière d'action de grâces (es) Fragment du Discours parfait (es) |
| VII             | Paraphrase de Sem Deuxième Traité du Grand Seth (en) Apocalypse de Pierre Leçons de Silvanos (en) Trois Stèles de Seth |
| VIII            | Zostrien (en) Lettre de Pierre à Philippe (en) |
| IX              | Melchisédech (nl) Noréa (en) Témoignage véritable (en) |
| X               | Marsanès (en) |
| XI              | Interprétation de la Gnose (nl) Exposé valentinien (nl) Allogène (en) Hypsiphrone (en) |
| XII             | Sentences de Sextus (parfois attribuées à Quintus Sextius le Père) Évangile de la vérité Fragments |
| XIII            | Prôtennoia trimorphe (en) Sur l'origine du monde |

## Origines de la bibliothèque
On estime qu'il s'agissait vraisemblablement de documents provenant de la bibliothèque du monastère de saint Pacôme cachés là à la fin du IVe siècle, après l'interdiction de la littérature gnostique par Athanase d'Alexandrie et par les décrets de l'empereur Théodose Ier.

## Signification et contenu
Le thème de la Révélation revient fréquemment : entre la Résurrection et l’Ascension, Jésus apparaît à ses disciples, soit avec l’un d’entre eux, soit devant tous, et leur délivre un enseignement ésotérique qui doit rester secret pour le reste de la communauté. Un rôle particulier est dévolu à la disciple Marie Madeleine. Le point de départ de la Révélation est l’apparition du ressuscité (Marc 16, 9-20 ; Matthieu 28, 16-20 ; Luc 24, 36-53 et Actes des Apôtres 1, 1-14). D’après les apôtres, le Christ ressuscité s’entretient durant quarante jours avec ses disciples sur le Royaume de Dieu. Quelques textes de Nag Hammadi font mention des paroles du ressuscité. De tels propos (avec Marie-Madeleine et deux autres disciples qui ne sont pas nommés) sont évoqués dans le texte de Marc.

### Ouvrages universitaires
En français
- Bibliothèque Copte de Nag Hammadi, collection en trois sections fondée par Hervé Gagné, Jacques E. Ménard; Michel Roberge, Wolf-Peter Funk, Louis Pinchaud, Paul-Hubert Poirier. Les Presses de l'Université Laval, Québec, Canada ; Peeters, Louvain, Paris, Dudley, Ma (USA). 1. Section Textes (30 vol). 2. Section Études (6 vol). 3. Section Concordances (7 vol). (Source scientifique principale en langue française sur les ms de Nag Hammadi, par des savants d'orientation catholique en majorité).
- Écrits gnostiques : la bibliothèque de Nag Hammadi, sous la direction de Jean-Pierre Mahé et de Paul-Hubert Poirier, Bibliothèque de la Pléiade, 2007, (1920 p.)  (ISBN 2070113337)
- Anne Pasquier, L'Évangile selon Marie, Québec, coll. « Bibliothèque copte de Nag Hammadi », 1983 ;
- Bernard Barc (dir.), Colloque international sur les textes de Nag-Hammadi, Québec/Louvain, Belgique, Presses de l'Université Laval, Québec / Peeters, Louvain, 1981, 462 p. (ISBN 2-7637-6934-9)Actes du colloque de Québec, août 1978 ;
- Jean Doresse, Les Livres secrets de l'Égypte : les gnostiques, Paris, Payot, coll. « Petite bibliothèque Payot », 1997, 375 p. (ISBN 2-228-89127-4) ;
- Yvonne Janssens (trad.), Évangiles gnostiques dans le corpus de Berlin et dans la bibliothèque de Nag Hammadi, Louvain-la-Neuve, Centre d'histoire des religions, 1991 ;
- Jacques-Étienne Ménard (dir.), Les Textes de Nag Hammadi, Leiden, Brill, 1975, 203 p. (ISBN 90-04-04359-4)Actes du colloque de Strasbourg, centre de recherche d'histoire des religions, 1974.
- Louis Painchaud et Anne Pasquier, Les textes de Nag Hammadi et le problème de leur classification : Actes du colloque tenu à Québec du 15 au 19 septembre 1993, Presses de l'Université Laval, 1995 (lire en ligne)Numéro 3 de Bibliothèque copte de Nag Hammadi

En anglais
- Bentley Layton (en), The Gnostic Scriptures, SCM Press, 1987, 526 p. (ISBN 0-334-02022-0) ;
- Christoph Markschies (de), Gnosis : An Introduction, Continuum International Publishing Group, 2003 (lire en ligne) ;
- Elaine Pagels, The Gnostic Gospels, 1979, 182 p. (ISBN 0-679-72453-2) ;
- James M. Robinson, The Nag Hammadi Library in English, Brill, 1978 (réimpr. 1984, 1990, 1996) (lire en ligne)
- James M. Robinson, The discovery of the Nag Hammadi codices, vol. 42, coll. « Biblical Archaeology », 1979, p. 206–224.
- James M. Robinson, The Nag Hammadi Story. From the Discovery to the Publication, Brill, Leiden/Boston, 2014, en 2 volumes,  (ISBN 978-90-04-26251-5) (aperçu)

### Autres
- Collection Textes gnostiques de Sheneset. Traduction et commentaires par André Wautier (10 vol), Montréal, éditions Ganesha, (s d).